# Evgenija Hribar
Evgenija Hribar (roj. Šumi), slovenska podjetnica, * 16. oktober 1875, Budimpešta, Avstro-Ogrska (zdaj Madžarska), † 2. april 1936.
Rodila se je v družini podjetnikov Franca in Josipine Schumi (Šumi) v Budimpešti, kjer sta imela starša slaščičarsko obrt. Imela je sestro dvojčico, ki je zelo zgodaj umrla. Njen oče je bil nestanoviten človek, ki se je kljub uspešni obrti v Budimpešti nenadoma odločil za selitev v Ljubljano. Tam sta z Josipino kupila hišo na Kongresnem trgu in na dvorišču zgradila tovarno slaščic, ki sta jo poimenovala Šumi. Oče je v njeni mladosti zapustil družino, se začel ukvarjati s teozofijo in skoraj povzročil propad podjetja, zaradi česar se je Josipina leta 1885 ločila od njega ter prevzela tovarno sama. Evgenija se je ob strogi materini vzgoji priučila dela v podjetju, kasneje pa je bila deležna tudi šolanja pri ljubljanskih uršulinkah.
Leta 1896 se je poročila s tiskarjem Dragotinom Hribarjem in se preselila v Celje, kjer sta živela nekaj let. Dragotin je leta 1900 v Ljubljani odprl obrtno podjetje, v sklopu katerega je nastala tekstilna tovarna Pletenine. Z njo je dejansko upravljala Evgenija, on pa je nadaljeval s svojo tiskarniško dejavnostjo. Tovarna je zrasla ob Zaloški cesti na bregu Ljubljanice, kamor se je preselila tudi družina. Do leta 1918 se jima je rodilo trinajst otrok, za katere so zaradi prezaposlenosti staršev skrbele varuške in vzgojiteljice. Vsem, ki so želeli, sta omogočila šolanje in jih vključevala v vodenje podjetij. Evgenija je postala znana po dobrem odnosu do zaposlenih, tako je delavkam podarjala otroška oblačila ob porodih in jim omogočala, da tudi po odhodu dopolnjujejo svoj dohodek z delom od doma. Redno je pomagala tudi revežem in sirotam.
Sredi 1930. let je njen mož hudo zbolel in Josipina ga je nekaj mesecev pred smrtjo prepričala, da prepusti tovarni njej in sinovoma Borisu ter Petru. Tako so leta 1935 ustanovili javno trgovsko družbo, ki je po njegovi smrti decembra 1935 pripadla Josipini s sinovoma. Ona je umrla le nekaj mesecev po Dragotinu, v starosti 60 let. Pogreba so se udeležili številni ljubljanski veljaki, pa tudi množica delavcev in revežev, ki jim je pomagala.